# Педерсен, Алекс (велогонщик)
Алекс Кьелль Педерсен (дат. Alex Kjeld Pedersen; род. 15 ноября 1966, Икаст, Рингкёбинг) — датский шоссейный велогонщик.  Чемпион мира в групповой гонке среди любителей (1994).

## Достижения
1983
1-й  Чемпион мира — Командная гонка с раздельным стартом (юниоры)
1-й Giro della Lunigiana — Генеральная классификация (юниоры)
1984
3-й Чемпионат мира — Групповая гонка (юниоры) (юниоры)
1985
1-й  Чемпион Дании — Командная гонка с раздельным стартом
3-й Чемпионат Дании — Групповая гонка (любители)
1986
1-й  Чемпион Дании — Групповая гонка (любители)
1987
1-й — Этап 8 Гран-при Вильгельма Телля
1-й — Этап 1 Paris-Chalette-Vierzon
3-й  Чемпионат мира — Групповая гонка (любители)
3-й Paris-Vierzon — Генеральная классификация
1-й — Этап 1
1990
1-й — Этап 1 Гран-при Рингерике
3-й Чемпионат Дании — Индивидуальная гонка
7-й Вуэльта Андалусии — Генеральная классификация
10-й Париж — Ницца — Генеральная классификация
1992
1-й  Чемпион Дании — Групповая гонка (любители)
1993
2-й Чемпионат Дании — Групповая гонка (любители)
3-й Чемпионат Дании — Индивидуальная гонка
1994
1-й  Чемпион мира — Групповая гонка (любители)
1-й Gran Premio della Liberazione

### Гранд-туры
| Гранд-тур                 | 1989 | 1990 |
| ------------------------- | ---- | ---- |
| Джиро д’Италия            | —    | 52   |
| Тур де Франс              | —    | —    |
| (c 2010 ) Вуэльта Испании | 133  | —    |

| — | Не участвовал |